# Deviazione mediana assoluta
In statistica, la deviazione mediana assoluta misura la dispersione statistica di un campione. 
Per un insieme X1, X2, ..., Xn, il valore di MAD è definito come la mediana del valore assoluto delle deviazioni dei dati dalla mediana, ovvero:
{\displaystyle \operatorname {MAD} =\operatorname {median} \left(\ \left|X_{i}-\operatorname {median} (X)\right|\ \right)}

## Esempio
- Si consideri un insieme (1, 1, 2, 2, 4, 6, 9), che ha un valore mediano di 2.
- Il valore assoluto dei dati a cui sottraiamo il valore mediano è pari a (1, 1, 0, 0, 2, 4, 7), che ha un valore mediano pari a 1
  - basti considerare il riordinamento dei dati: (0, 0, 1, 1, 2, 4, 7).
  - Il MAD è quindi pari a 1

## Usi
La deviazione mediana assoluta è una misura di dispersione. È uno stimatore più robusto della semplice varianza o deviazione standard. Si comporta meglio con distribuzioni senza valor medio o varianza, come la distribuzione di Cauchy. Ad esempio la distribuzione standard di Cauchy ha un valore indefinito di varianza, ma un valore di MAD pari a 1.
Ad esempio il MAD presenta una minore sensibilità agli outliers rispetto alla deviazione standard.

## Relazione con la deviazione standard
Si può dimostrare che, nel caso di una distribuzione normale dei dati, i due valori sono correlati da un certo numero:
{\displaystyle {\frac {\operatorname {MAD} }{\sigma }}\approx 0.6745\,}
ovvero:
{\displaystyle \sigma \approx 1.4826\ \operatorname {MAD} .\,}

## Storia
La prima menzione nota del concetto di MAD si ha nel 1816, in un articolo scientifico di Carl Friedrich Gauss sulla determinazione dell'accuratezza delle osservazioni numeriche.